# بریجیت هال
بریجیت هال (به انگلیسی: Bridget Hall) (زاده ۱۲ دسامبر ۱۹۷۷) مدل آمریکایی است.